# Târgu Trotuș, Bacău
Târgu Trotuș (în maghiară Tatros, în trecut Tatros városában) este satul de reședință al comunei cu același nume din județul Bacău, Moldova, România.
În această localitate, ce era la acea vreme oraș-târg, a fost făcută prima traducere a Bibliei în limba maghiară de pastorii husiți Tamás Pécsi și Bálint Újlaky, în 1437.

## Etimologie

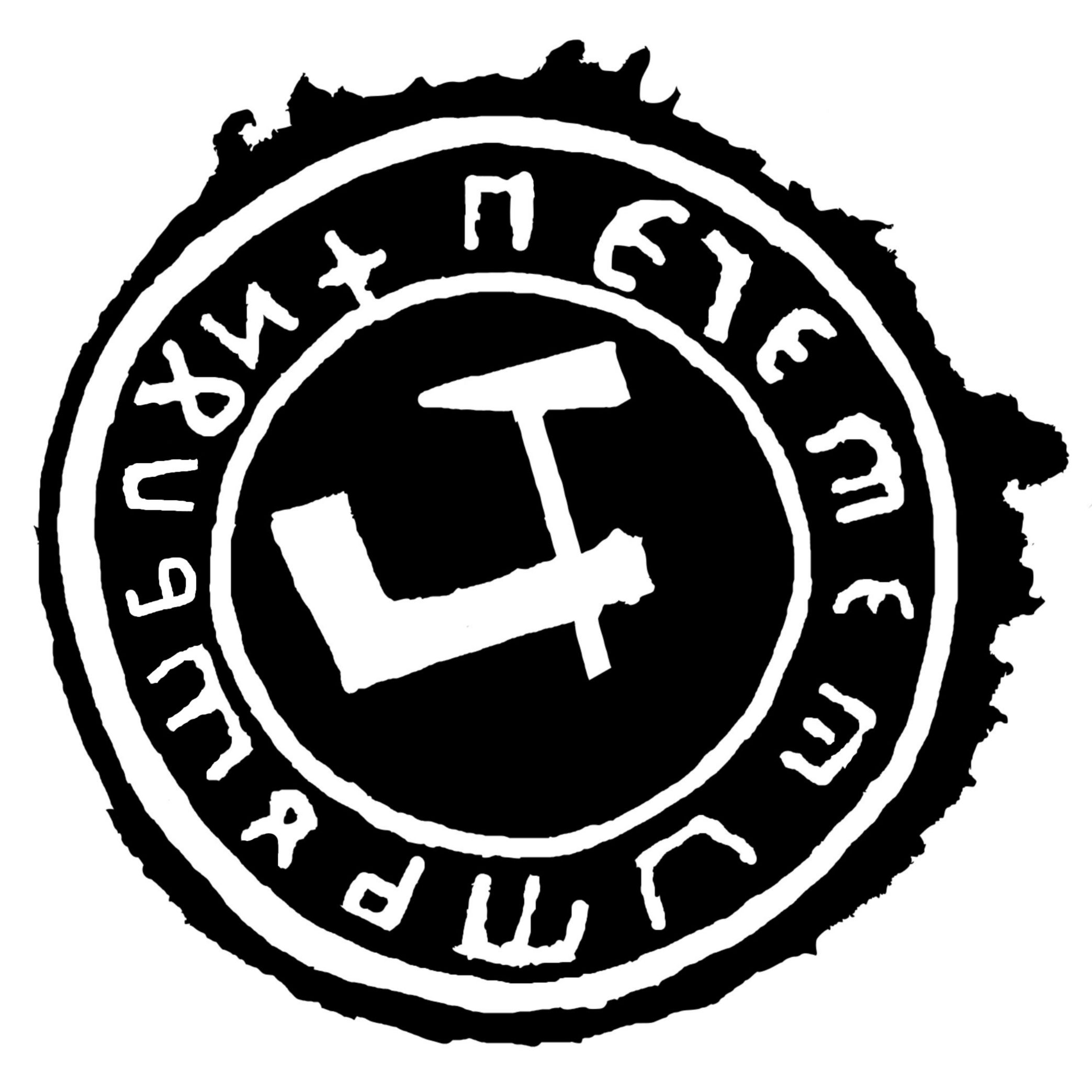
Prima pecete a orașului Trotuș, extrasă dintr-un document din 7 februarie 1632, reprezentând un braț de șavgău

Potrivit istoricului Laurențiu Rădvan, cel mai probabil numele vechiului oraș Trotuș și al râului provine de la numele etnic Tatars, dat mongolilor atât în spațiul locuit de români (tătari), cât și în cel de maghiari (tatár) și că nu are nicio legătură cu exploatarea sării. Acesta a fost întâlnit sub formele Tataross și Tataruss în registrele de mărfuri din Brașov, unde Tatár-ós înseamnă „satul, drumul, râul etc. tătarilor”, de la maghiari provenind felul pronunției numelui, indiferent dacă este autohton sau străin.
În actele slave din secolul al XV-lea a fost menționat Totruș, iar în limba maghiară Tátros în 1466. Din ultima formă a rezultat, prin metateză, cea actuală Trotuș. Potrivit lui Constantin C. Giurescu, originea este controversată.
Nicolae Iorga a fost de acord că Totruș și Tatros par a însemna „râul tătăresc”, cu referire la tătari, sub conducerea cărora se afla viitorul teritoriu al Moldovei. Asupra acestui fapt s-a exprimat și Ștefan S. Gorovei, adăugând că este pronunția maghiară pentru tataraș, fiind în aceeași categorie cu numele satului Tămârtășinți (Tămârtășești), actualul Șoldănești, Suceava.
Radu Rosetti a concluzionat că variantele românești Trotuș și cea veche Totruș sunt deformări ale termenului maghiar Tátros, ce este echivalent al slavonului Bistrița. Însă Alexandru Philippide a menționat că un asemenea termen nu există în limba maghiară. Tot Philippide a propus etimologia din termenul maghiar tartós cu semnificația „durabil”, „perseverent”.
Gustav Weigand a propus termenul maghiar tátáros, „tătăresc”, deci cu înțelesul Tatarendorf, sau cu alte terminații ca -weg sau -bach.
Filologul Dragoș Moldovanu, în chestiunea toponimelor păstrate din limba latină în Transilvania în justificarea continuității, s-a exprimat și asupra hidronimului Trotuș, care după acesta nu poate avea o origine maghiară sau turcică, cum este valabil în cazul unor hidronime minore din bazinul hidrografic propriu din secolele al X-lea–al XI-lea (Slănic, Cașin, Dofteana și Bârzava/Bârzăuța – origine bulgară veche; Oituz, Uz și Tazlău – din turcică veche), și mai târziu hidronimele Asău (de origine maghiară) și Ciobănuș (de origine românească). Acesta s-a raportat după regula că hidronimul major este întotdeauna mai vechi decât hidronimele afluenților și că Trotuș ar putea avea o origine latină, din *tortuosus (aminis) „(râu) sinuos”, „șerpuitor”, unde aminis „râu” a dispărut din limbile romanice, dar era folosit des în toponimia antică. În epoca romană se utiliza desemnarea cu adjective substantivale, unde hidronimele romane erau de genul masculin, precum Trotuș, spre deosebire de limbile slave cu genul feminin. În cazul preluării de către slavi, ar fi trebuit să preia forma *Tortósu.
În limba maghiară mai este menționat cu numele Tatrosvásárhely, corespondentul denumirii actuale Târgu Trotuș.
În limba ebraică este scris טרוטוש (Trotosh).

## Istorie

### Amplasament
Trotușul este printre cele mai vechi târguri din Principatul Moldovei, din secolul al XIII-lea, care alături de Adjud și Orhei, și-a schimbat amplasamentul. Misionarul Marco Bandini a afirmat în anul 1646 că prima așezare a fost la o jumătate de milă maghiară (1 magyar mérföld – 8353,6 m) spre răsărit față de așezarea contemporană cu acesta. Tot misionarul remarcase pereții ruinați ai bisericii catolice vechi de la fosta vatră.
Orașul-târg a fost poziționat la nord de râul Trotuș, de unde și-a luat și numele, în apropierea unei mine vechi și însemnate de sare. De asemenea, din zona așezării începea drumul ce ducea la Brașov, prin valea râului Oituz, Brețcu din Transilvania și Târgu Secuiesc, fiind cel mai important drum ce lega Moldova de Transilvania.
Într-un privilegiu comercial din 1498 redactat de Domnie a fost menționată vama de la Trotuș, care după Laurențiu Rădvan, reprezenta granița cu Țara Românească. Alexandru cel Bun a dat în martie 1410 dregătorilor domnești Domoncus stolnic, Blaj și Iacob, ce erau fiii lui Gheleb Miclouș, mai multe sate pe râurile Cașin și Oituz (Stanișorești, Laslăuți, Grozești și Stoenești). În același document s-a menționat că boierii menționați au slujit și pentru domnii anteriori, astfel potrivit lui Rădvan, luând în calcul că au primit mai multe sate în zonă, este probabil vorba de maghiari rămași după ce Regele Ungariei și-a pierdut autoritatea asupra teritoriului și care l-au ajutat pe un predecesor al lui Alexandru cel Bun să controleze regiunea, prin numirea unor judecători proprii.
În legătură cu limitele statale și controlul unor teritorii ale Moldovei, Constantin C. Giurescu considerat că în stăpânirea lui Bogdan s-au aflat și viitoarele ținuturi Neamț, Bacău și Trotuș, până la râul Oituz. Pe de altă parte, se crede că prezența semnificativă a unor grupuri de maghiari în zonă dovedește că regiunea a mai rămas o perioadă sub controlul Regatului Ungariei, dar și că teritoriul Episcopiei de Milcov, la sud de râul Trotuș, inițial a ținut de acest regat, potrivit izvoarelor istorice puține păstrate. Astfel se poate explica lipsa relațiilor dintre Moldova și Țara Românească până la domnia lui Petru I, în jurul anului 1375.
De asemenea, așezarea a devenit parte integrantă a frontierei defensive ungare situată în Moldova după pierderile grave suferite în perioada invaziei mongole din 1241.
Misionarul catolic Paolo Bonnicio din Malta a consemnat în 1632 că între Bacău și Trotuș drumul mare are o lungime de 30 mile. Tot acesta a lăsat informația că de la Piatra se poate abandona drumul mare spre Bacău și se poate merge pe jos, prin pădure, până la Trotuș, distanța fiind de aproximativ 48 mile. A descris acest drum ca fiind pustiu, cu excepția prezenței tâlharilor, și că l-a parcurs timp de 4 zile în fuga acestuia de tătari, din timpul năvălirii din Rutenia, Moldova și Țara Românească din 1625. În ceea ce privește hidrografia zonei, acesta a scris: „De la Trotuș se merge dealungul aceluiași rîu care desparte Țara Românească de Moldova, pînă la Adjud unde Siretul se varsă în numitul <rîu> Trotuș și acesta își pierde numele păstrîndu-l pe acela de Siret; astfel Siretul este mare pentru că se varsă în el.”

### Mențiuni documentare

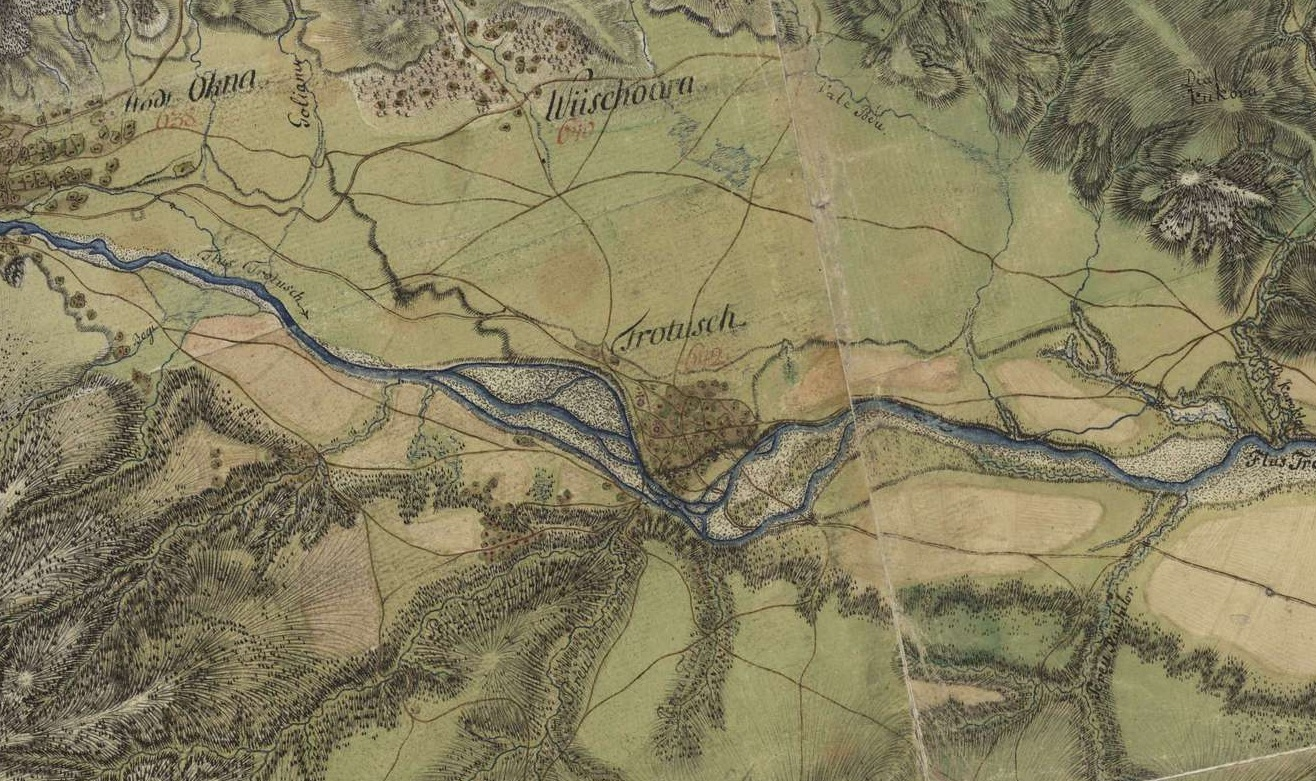
Satul, notat ca Trotusch, la sfârșitul secolului al XVIII-lea (1788–1790) în prima ridicare topografică iozefină. Se pot remarca două biserici. La vest se află Târgu Ocna (Stadt Okna).

Prima mențiune documentară provine din privilegiul comercial din 8 octombrie 1408, unde comercianții din Liov ce transportau postav la Brașov trebuiau să plătească „la vama principală în Suceava de grivnă trei groși, iar în Bacău, de grivnă un groș și jumătate, iar în Trotuș de grivnă un groș și jumătate. Iar când se vor întoarce, de fiecare povară, la Trotuș, câte doi groși, iar în Bacău de fiecare povară câte doi groși.” În acest fel s-a atestat Trotușul ca punct vamal, asemănător Bacăului, Iașiului și Bârladului. A mai fost menționat și în privilegiile comerciale ulterioare din 18 martie 1434, 29 iunie 1456 și 3 iulie 1460.
În 1470, numele unui student din Trotuș a fost menționat la Universitatea Jagiellonă din Cracovia.
În 1540, în conflictul privind coroana Regatului Ungariei dintre Ferdinand de Habsburg și Isabella Jagiello Zapolya (în numele fiului ei Ioan Sigismund Zápolya), unde se mai adăuga și Imperiul Otoman ce dorea instaurarea unui pașalâc la Buda, li s-a impus domnilor din Moldova și Țara Românească să participe la expediții în regat pentru menținerea dreptului lui Zápolya. În acest context, brașovenii au avut emisari în Moldova, de unde era pericolul mai mare de a se interveni, iar judele Brașovului, Johannes Fux, i-a informat pe ferdinandiști că Petru Rareș a cerut un însoțitor până la domnul Țării Românești pentru a-l chema cu armata proprie în Țara Bârsei. În octombrie 1543 domnul muntean a trecut deja Oltul spre Orșova, iar teama brașovenilor s-a diminuat, dar în schimb Petru Rareș se afla la Trotuș pregătit pentru a intra în Secuime.
În 1541, Georg von Reicherstorffer a publicat o descriere a Moldovei, unde între târguri era menționat Tartharos.
În 1637, Vasile Lupu l-a trimis pe cumnatul său Dumitrașco Șoldan însoțit de câteva mii de soldați moldoveni în scopul păzirii marginii statului despre Regatul Ungariei, începând de la plaiul Oituzului, de Ia Trotuș, împotriva armatei maghiare, condusă de Ion Movilă, fiu al lui Simion Movilă, care era pretendent Ia tronul Moldovei sub protecția principelui Transilvaniei Gheorghe Rákóczi I. Lupu se temea de atacul armatei maghiare întrucât domnul Țării Românești, Matei Basarab, a cărui țară fusese atacată și prădată de Moldova lui Vasile Lupu, s-a aliat cu Rákóczi I. Armata lui Movilă s-a mobilizat până în Trotuș, însă în urma ordinelor primite de la Basarab, s-a întors înapoi, posibil de teama turcilor sau dintr-un alt motiv, potrivit lui Miron Costin. Aceste împrejurări au fost prezentate de Rákóczi I într-o scrisoare adresată cancelarului imperial de la Pressburg, din 23 decembrie 1637.
În 1653, Vasile Lupu a venit în ajutorul lui Timuș Hmelnițki, fiul hatmanului cazacilor Bogdan Hmelnițki, pentru ca Lupu să își recapete tronul. Astfel, i-au pus pe fugă pe Gheorghe Ștefan și Ioan Kemény, ce s-au retras Ia Trotuș. De la Trotuș Kemény a trecut în Transilvania, iar Ștefan a coborât apa Trotușului, a trecut prin Focșani, și a ajuns în Țara Românească. Șavgăii de la ocnă (mineri maghiari) au fost folosiți împotriva trupelor de germani ale lui Gheorghe Rákóczi al II-lea.[A]

#### Titulatură
Trotuș a fost singurul oraș minier de la est de Munții Carpați, exceptând Baia, a cărui activitate minieră nu a fost dovedită de izvoarele istorice. În cazul Trotușului, sarea, ce se găsea aproape de suprafață, a reprezentat elementul care a impulsionat așezarea. Una dintre primele mențiuni ale exploatării a fost făcută când regele Matia Corvin a atacat Moldova în campania din 1467: „a venit Mathias, craiul unguresc, cu mare putere de oaste [...] la Trotuș, unde este ocna de sare”, de unde (oppidum Tatrus), acesta a emis un act, iar ulterior a incendiat orașul. Incendierea a fost practicată și cu Bacău, Roman și Baia. Pe lângă sare s-a exploatat și silitră, a cărei extracție a fost abandonată în secolul al XVII-lea.
Nu a fost numit târg în actul din 1408, dar cu siguranță avea această calitate, potrivit lui Constantin C. Giurescu. Pe lângă punct vamal, a fost și reședință a ținutului Trotuș, printre cele mai vechi din Moldova, localizat în a doua jumătate a secolului al XIV-lea. Potrivit lui Giurescu, dat fiind că ținutul cuprindea calea de acces importantă spre Transilvania, prin Valea Oituzului, și ocnele de sare care alimentau cea mai mare parte a țării Moldovei, ținutul trebuie să fi existat încă de la începutul statului medieval. Într-o scrisoare din 26 mai 1435, Ștefan al II-lea s-a adresat „judecătorilor din Bacău și Trotuș”, unde exprimarea se poate referi atât la dregătorii celor două ținuturi, cât și la cei din târgurile de reședință.
Potrivit lui Laurențiu Rădvan, în 1408 probabil se finaliza trecerea la statutul urban. A fost numit oraș într-o însemnare de pe o copie a traducerii Bibliei în limba maghiară, traducere făcută de maghiari husiți refugiați în Moldova.
În 1677, în lucrarea Chronika ziem Moldawskich y Multanskich („Cronica țărilor Moldovei și Munteniei”), Miron Costin a menționat Totruș printre orașele Moldovei, aparținând de Țara de Sus sau de vornicul Țării de Sus, precum și râul Totruș a izvorî aproape de ținutul Ciucului în Transilvania și că are nume maghiar, dă numele orașului și ținutului și se varsă în Siret la orașul Agiud. De asemenea, a enumerat și Ținutul Totruș, aparținând Moldovei. Despre văile râurilor Trotuș și Oituz le-a enumerat a avea urme ale unor construcții din piatră cu lut, ca semne ale protecției Regatului Ungar împotriva tătarilor.
Înainte de 1684 a încetat să mai fie capitală de ocol, autoritățile fiind mutate la Bacău. Din această cauză Trotuș a început să decadă în importanță, iar satul mic Ocna a început să se dezvolte, unde o mare parte a târgoveților s-au stabilit prin plecarea din Trotuș. Dezvoltarea a venit mai ales prin poziția avantajoasă lângă gurile de ocnă. Motivele principale ale mutării țin fie de mai buna administrare a ocnelor, fie de adăpostirea populației de invaziile dese ale unor armate străine, muntenești și ungare. În acea perioadă s-a mutat și cămărășia ocnelor la Ocna, acțiune ce se putea întâmpla între anul 1680, când s-a zidit cea mai veche biserică, și 1700. În secolul al XVIII-lea, Târgu Ocna (Aknavásárhely) avea venituri impresionante.
În secolul al XVII-lea, ținutul Bacău avea în componență orașele Bacău și Trotuș.

### Populația
După cercetările arheologice s-a reliefat că așezarea este similară cu Siret după dezvoltarea prin două nuclee în jurul bisericilor ortodoxă și catolică. După datele existente la nivelul anului 2011 a fost imposibil de stabilit raportul și vechimea dintre cele două nuclee. Săpăturile s-au concentrat asupra nucleului ortodox, iar cel catolic a început să fie cercetat ulterior.
La începuturi, populația catolică aparținea de Episcopia de Milcov.

#### Maghiari
Nucleul catolic a fost format din locuitori maghiari și probabil germani, dispuși în jurul bisericii Sfântul Nicolae situată în partea de sud a orașului. Lângă așezare mai existau două biserici catolice, una fiind de piatră și cealaltă din lemn și închinată sfinților vindecători Cosma și Damian. Amplasarea râului Trotuș în proximitatea Ținutului Secuiesc probabil a încurajat emigrarea unor coloniști din timpul existenței Episcopiei Cumaniei, putând fi impulsionați de sarea ce putea fi exploatată relativ ușor. Însă, determinant a fost așezarea unor grupuri de maghiari după perioada invaziei mongole din 1241, ca dovadă fiind numele așezării. În anul 1408 vama era deja consemnată sub numele Totruș, ce probabil avea deja o vechime de cel puțin câteva decenii.

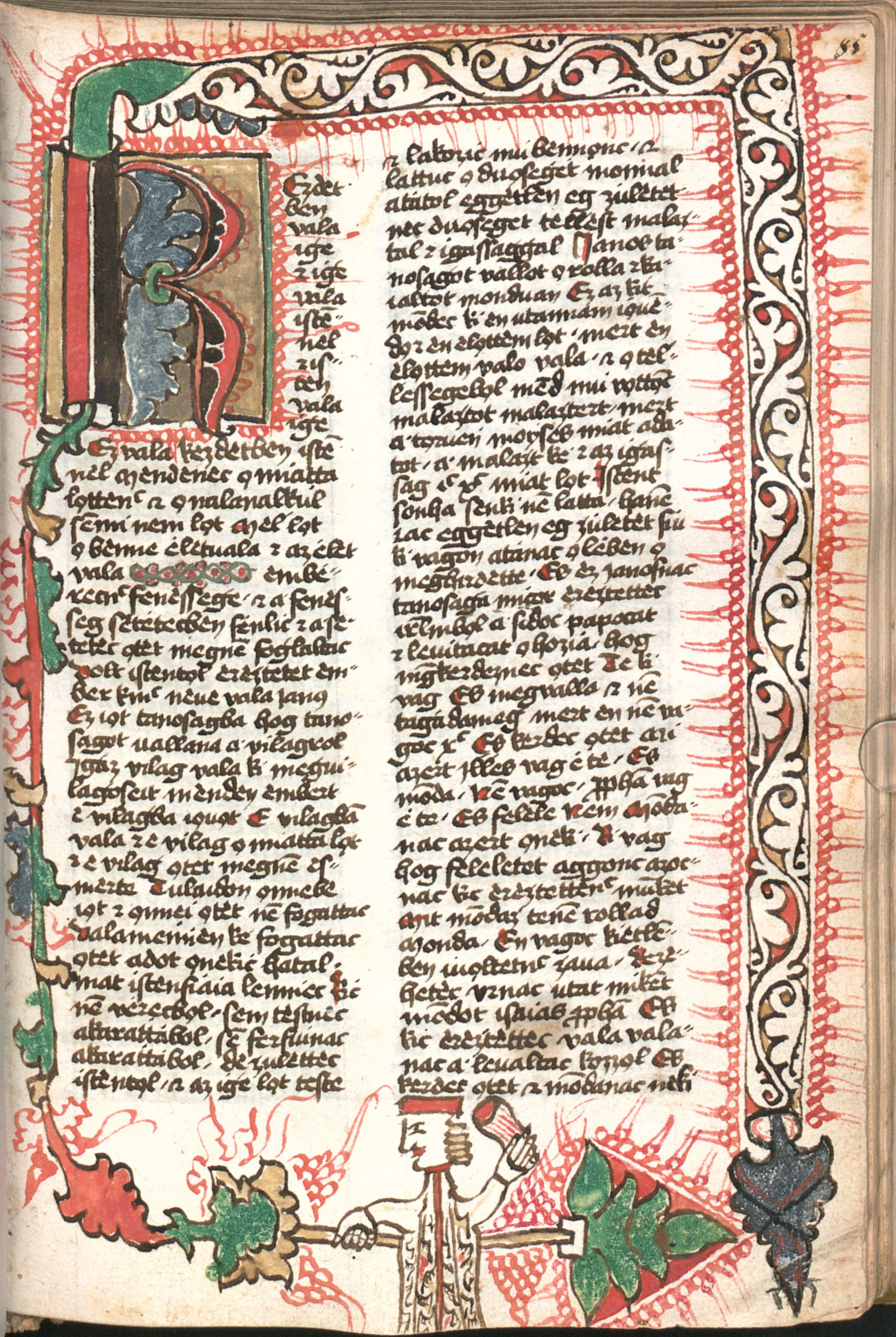
Copia realizată în intregime în Trotuș (1466) a bibliei originale terminată în același oraș

Trotușul a fost primul târg unde s-au refugiat husiții maghiari din Regatul Ungariei, în 1437, din cauza Inchiziției, răspândindu-se ulterior spre alte orașe precum Bacău, Roman, Târgu Neamț, Cotnari, Huși și Cioburciu. Giurescu a concluzionat că așezarea valului de maghiari husiți la Trotuș nu a fost întâmplătoare, întrucât este posibil ca aceștia să fi găsit o colonie mai veche de maghiari, ce erau urmași ai acelora care au trecut Munții Carpați din prima jumătate a secolului al XIII-lea, fiind amintiți într-o scrisoare din anul 1234 adresată de Papa Grigore al IX-lea către principele de coroană Béla al IV-lea al Ungariei. Pentru Rădvan, existența maghiarilor înainte de 1437 este o certitudine. În oraș a fost tradusă Biblia în limba maghiară în anul 1440 de către doi preoți din sudul Regatului Ungariei și tot în localitate a fost realizată de către György Németi, în 1466, o copie a acesteia cunoscută drept „codicele de la München”. Mai târziu și alte comunități protestante au jucat un rol important în viața orașului.
Referitor la originea etnică a populației ajunsă în general în Moldova, cunoscută și sub numele de ceangăi, lingvistul László Gáldi a fost de acord că este improbabil să provină din maghiari vechi (vezi Ceangăi#Originea maghiară orientală) sau cumani, întrucât sunt prezumții nedovedite, iar informațiile deținute despre primele așezări și modul de viață conduc către ideea că sunt maghiari care au venit în mare parte din Regatul Ungariei. Potrivit lui Gáldi, aceștia s-au dezvoltat în orașe ca urmare a implicării în comerțul și circulația dintre state. Însă, nu este imposibil ca aceștia să fi asimilat și elemente cumane.
Maghiarii au format majoritatea populației în oraș la jumătatea secolului al XV-lea, situația fiind menținută până la jumătatea secolului al XVI-lea, când în 1587, dintre cei 12 pârgari ai orașului, 6 aveau nume maghiare. În 1 aprilie 1591, Mihai Suci șoltuz, împreună cu 12 pârgari din Trotuș au confirmat vânzarea unei ocine, iar în 29 iulie 1633, staroștii ținutului Trotuș împreună cu Folos Marin șoltuzul, cu cei 12 pârgari și alți oameni și slugi domnești din satele Borzești, Negoiești, Filipești, Verșești și Poiană, au judecat o pricină de ocină din Chirișomu.
În 1561 a fost găsit un grefier maghiar din Trotuș pe nume Jakab, ce era în slujba lui Alexandru Lăpușneanu și purta negocieri în numele Principatului Moldovei. Acest aspect al existenței vorbitorilor de maghiară în administrația Moldovei s-a mai întâlnit în cazul funcționarilor și gărzilor personale ale domnilor, în secolele al XV-lea și al XVI-lea, fiind un fenomen legat de relația diplomatică cu Regatul Ungariei și mai târziu cu Principatul Transilvaniei.
În 1623, Andrei Bogoslavič a găsit 70 de case de maghiari catolici, cu o biserică catolică și preot propriu. A mai menționat că sunt puțini schismatici și luterani. În 1630, Paolo Bonnicio din Malta a consemnat la Trotuș împreună cu alte sate din zonă aproximativ 120 de case cu biserici catolice fără preot. În 1632, tot acesta a aproximat numărul caselor la 400 și a amintit de satele de maghiari din apropiere, unde oamenii se descriau a fi creștini, iar după acesta sunt în totalitate de rit calvin întrucât nu au preot. În 1641, Pietro Deodato Bakšić a găsit 94 de adulți și 28 de copii catolici maghiari.  În 1643, Bartolomeo Basetti a numărat 22 de case de catolici cu 100 de persoane, dintre care 58 de împărtășit. În timpul vizitei lui Marco Bandini (1646) existau 30 de case de catolici cu 125 de persoane, cu o biserică din piatră. Deși numărul maghiarilor consemnat de Bandini era în scădere, unde mulți au fost asimilați în timp printre români, totuși în anul 1646 șoltuzul a fost ales dintre maghiari. În 1663 existau 70 de familii de catolici maghiari.
În apropierea bisericii catolice actuale au fost găsite prin cercetare arheologică o locuință și fragmente de ceramică din a doua parte a secolului al XIV-lea și o serie de morminte din secolul al XVI-lea.
Potrivit istoricului Constantin Andreescu, din izvoarele istorice rezultă că în Trotuș și Târgu Ocna majoritatea locuitorilor în secolele al VIII-lea și al XIX-lea erau ceangăi, însă din constatările unor etnografi, în zonă s-a produs un proces de asimilare accentuat, care a dus la transformarea raportului etnic. Pentru istoric, înrudirea ceangăilor din zona Trotuș cu românii era accentuată, fiind descriși ca fiind înalți și blonzi, la fel precum românii munteni descriși de Eugène Pittard⁠(en)[traduceți].

#### Germani
Pe lângă maghiari au fost menționați și sași, veniți probabil în același timp, înainte de 1234. A fost menționat un „Fidărman din târgul Trotoș” ca martor într-un act din 14 februarie 1599. În același an, Bernardino Quirini a declarat că a găsit 3500 de familii de maghiari și sași. Călătorul Niccoló Barsi a menționat în 1633 la Trotuș, Baia și Cotnari „Tedeschi et Ungari cattolici”. În 1646, Marco Bandini nu a mai amintit de germani, ci numai de maghiari.

#### Români
În anul 1633, călugărul Niccoló Barsi a menționat orașul (Tataruscia) între târgurile în care locuiau pe lângă moldovenii schismatici (ortodocși), germani și maghiari catolici. În 27 octombrie 1641, Pietro Deodato Bakšić a amintit că sunt 30 de case de români, cu 160 de persoane. În 1643, Bartolomeo Basetti a găsit 45 de case de schismatici și 133 de persoane, cu două biserici ortodoxe.

#### Evrei

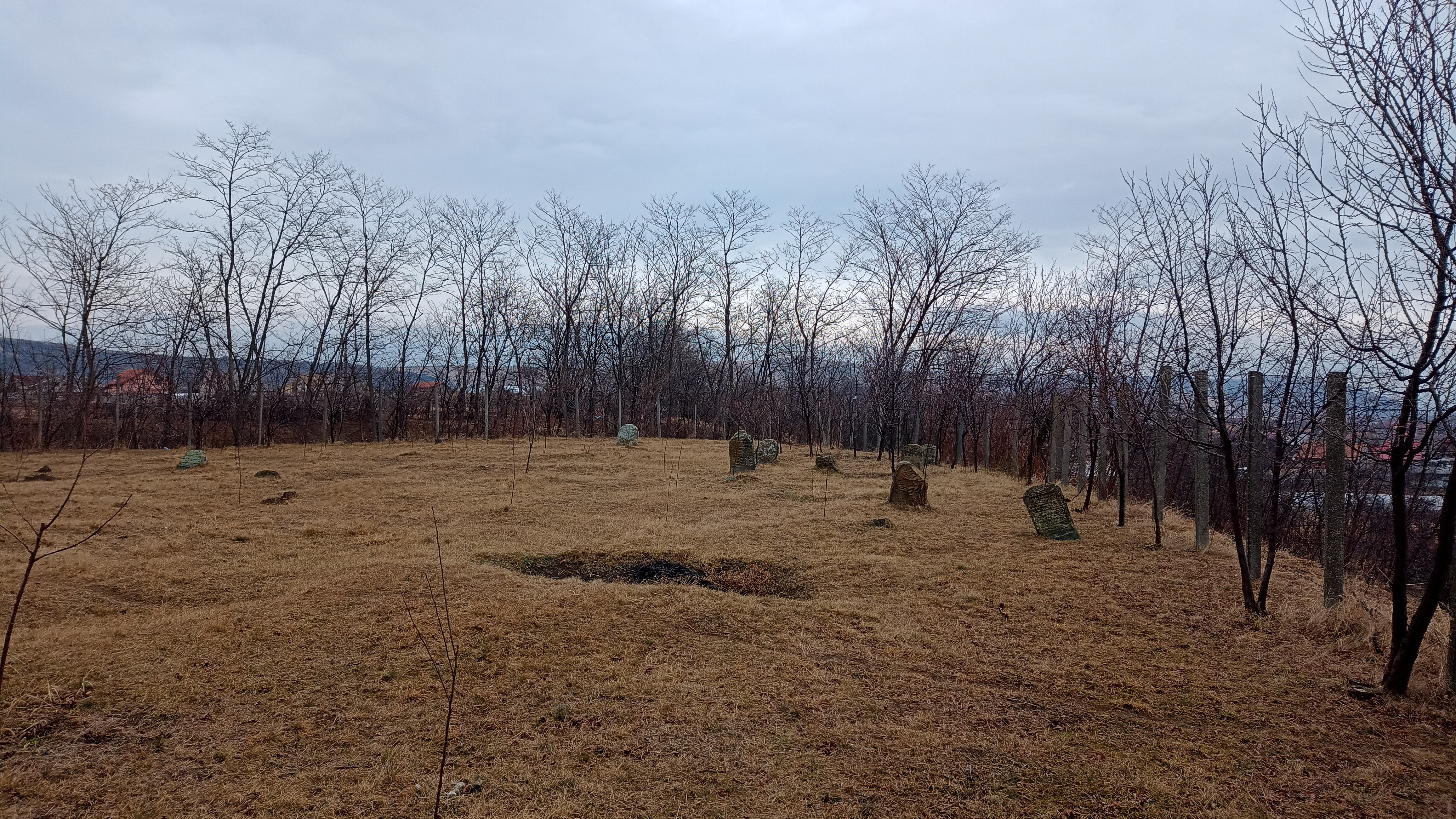
Perspectivă asupra cimitirului evreiesc din localitate, cu dealul Perchiu în partea dreaptă, la orizont

A existat o comunitate evreiască cu sinagogă, de la care s-a păstrat un cimitir cu pietre funerare din secolul al XVII-lea.

### Biserici

#### Catolice
Construcția primei biserici catolice este atribuită de tradiția locală primei soții a lui Alexandru cel Bun, Margit Losonczi. Aceasta fiind de origine maghiară, s-a îngrijit de comunitățile catolice din sud-estul Moldovei, unde a construit și biserica catolică din Bacău. Tot lui Margit îi este atribuită Catedrala Catolică din Baia de către Marco Bandini, loc unde a fost și înmormântată. Bandini, pe lângă informația construcției bisericii din Trotuș „cu două sute de ani mai înainte”, a menționat ctitorul ca Margareta Ungara Principissa, unde Giurescu a dedus că este vorba de Margareta Mușat, tot protectoare a catolicilor, ce era mama voievozilor Petru și Roman.
La biserica din Trotuș (oppidum Tatros) s-a plănuit de către episcopul Mihail al Milcoviei, prin circulara din 18 februarie 1518, reunirea preoților și decanilor din decanatele moldovenești (Siret, Baia, Milcovia, Chilia și Cetatea Albă), precum și pe cei din Secuime, Țara Bârsei și Sibiu, însă aceasta nu a mai avut loc.
În 1599, preotul paroh János Bene, provenit dintr-o familie menționată într-un act de moștenire din 1575, a fost observat de călătorul Bernardino Quirini că înainte să fie hirotonit, a fost căsătorit cu o virgină cu care a avut copii și a continuat să trăiască cu ea. Bene a afirmat că a fost hirotonit de episcopul de Camenița din trecut, iar Quirini neavând un alt preot cu care să-l înlocuiască sau cum să-l înduplece să se despartă de femeie, l-a lăsat să-și continue funcția și dorind să-l întrebe pe Papa Clement al VIII-lea, căruia îi se adresa, ce să facă cu Bene.
Quirini a descris biserica ca fiind din piatră, încăpătoare, dotată cu podoabele de altar precum potire, discuri de argint și o cruce de aramă aurită.
În 20 august 1571, Giorgio Vasari, secretarul nunțiului catolic din Camenița, a anunțat printr-o scrisoare pe nunțiul papal Vincențiu din Portic, faptul că misionarul maghiar Michael Thabuk Fegedinus, care locuia în Trotuș, a convertit înapoi la catolicism 2000 de maghiari husiți din Roman cu satele vecine și din Huși. Vasari a menționat și cererea lui Thabuk de a i se trimite preoți pentru a îngriji noii convertiți. De asemenea, Thabuk a adus la cunoștință faptul că a fost ajutat în convertire de domnul Bogdan Lăpușneanu, în vârstă de aproximativ 18 ani, de religie ortodoxă dar favorabil catolicismului, printre altele și pentru că misionarul maghiar cere sfaturi episcopului de Camenița, aflată la o distanță de două leghe de Hotin, loc unde se află scaunul și reședința lui Bogdan.
În 1633–1639, Niccolò Barsi a menționat o singură biserică în Tattaruscia, și reședința episcopului catolic dominican la Bacău (Ioan Battista Zamoyski, numit episcop în 8/18 iulie 1633).
În 27 octombrie 1641, Pietro Deodato Bakšić a descris biserica catolică a fi de zid, frumoasă și înaltă, cu o lungime de 33 de pași și o lățime de 10 pași, nesfințită, și închinată sfântului ierarh Nicolae. Avea trei altare ruinate și biserica era precum o casă particulară, neavînd preot. Sacristia, lângă altarul principal, era zidită și boltită iar în aceasta se aflau obiectele bisericești, precum potir, cruce de argint și felon, însă toate vechi și uzate; dar care puteau fi folosite dacă ar exista un preot. După acesta, biserica a fost construită în 1557. În jurul bisericii exista un cimitir închis cu gard.
În 1643, Bartolomeo Basetti a descris o biserică catolică ca fiind din piatră și închinată Sfântului Nicolae, cu o lungime de 28 de pași și lățime de 8 pași și că nu se știe dacă a fost sfințită. Avea un singur altar cu chipul Fecioarei Maria, al Sfântului Nicolae, Sfântul Petru și Sfântul Pavel și era deservită de un paroh, Ștefan, maghiar. Avea în proprietate o vie, o casă și o căldare pentru făcut bere.
Tot acesta a mai menționat o altă biserică catolică la o depărtare de două mile, din care s-au mai păstrat doar zidurile. În perioada vizitei nu se cunoștea cărui sfânt a fost închinată, dar că avea o lungime de 13 pași și o lățime de 7 pași. În interior, pe pereți și locul altarului cel mare se mai distingeau chipurile apostolilor, profeților, al Sfântului Laurențiu, Sfântului Ștefan, Sfântului Vasile, inscripția „ecce homo” și multe detalii distruse, care nu mai pot fi identificate. Basetti a găsit o biserică catolică din lemn amplasată pe un deal, în vecinătatea celei distruse. Aceasta avea o lungime de 10 pași și o lățime de 9 pași și era închinată Sfinților Cosma și Damian. Misionarul a consemnat afirmațiile atât ale catolicilor, cât și ale ortodocșilor, că la cele două biserici apărea o lumină în ziua Vinerei Mari și că locuitorii catolici au încetat să se mai îngroape în cimitirul bisericii din vale în urmă cu 14 ani.

#### Ortodoxe
Prima biserică ortodoxă a fost localizată în timp la sfârșitul secolului al XIV-lea și prima parte a secolului al XV-lea, fiind inițial construită din lemn și refăcută din piatră după un incendiu de la sfârșitul secolului al XV-lea, posibil în 1467. După cercetarea fundației a ieșit în evidență că a fost construită rudimentar, cu o grosime variabilă a zidurilor. În preajmă a existat un cimitir unde au fost înmormântați doar locuitori fruntași sau dintre cei care au făcut donații. Lăcașul a fost abandonat și dezafectat în a doua jumătate a secolului al XVII-lea.
În 1641, Pietro Deodato Bakšić a amintit că românii au două biserici, dar că numai în una se slujește, iar cealaltă era ruinată. După acesta, românii nu aveau nicio mănăstire sau alt obiectiv relevant în zonă. În 1643, Bartolomeo Basetti a găsit două biserici ortodoxe în Trotuș.

### Ocupația locuitorilor

#### Exploatarea sării

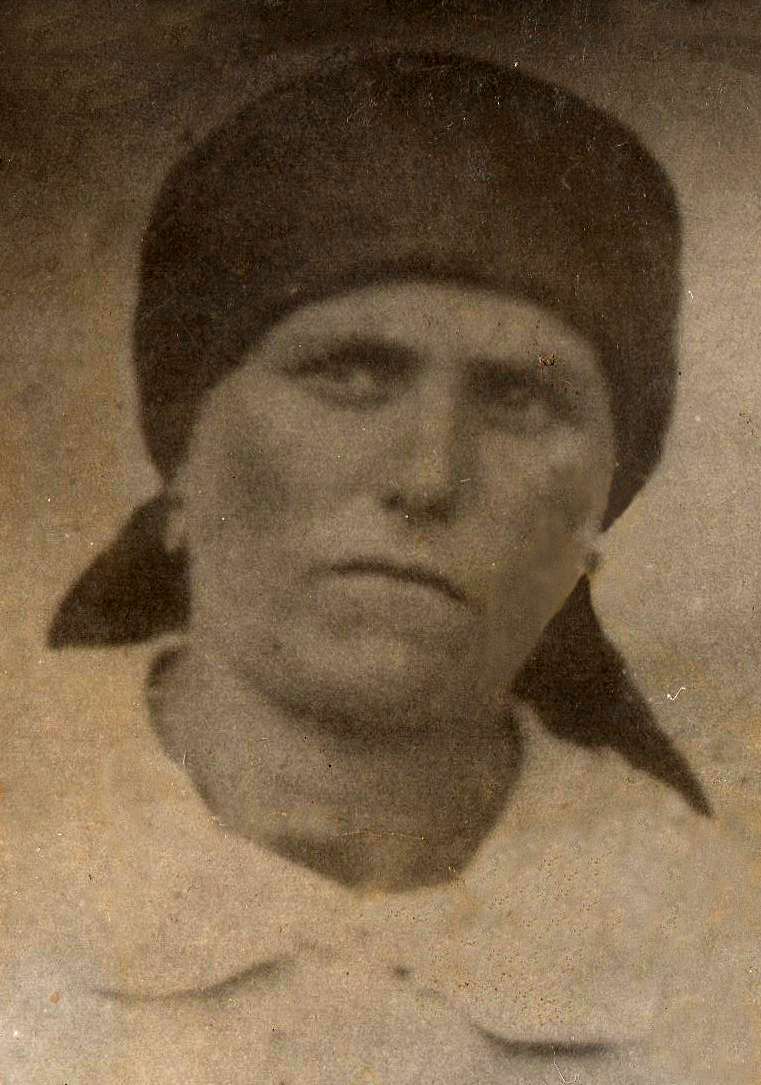
Femeie de origine ceangăiască din Târgu Trotuș, din familia Coman (fotografie realizată înainte de 1938)

Exploatarea sării a fost ocupația predominantă a locuitorilor și era realizată la o distanță de câțiva kilometri spre vest de oraș, unde din secolul al XVI-lea, în apropierea exploatării, s-a format noua așezare numită Ocna, unde din a doua jumătate a secolului al XVlI-lea s-au mutat și locuitorii Trotușului. Motivele mutării, care s-a realizat treptat, sunt necunoscute, după Rădvan. La nivelul anilor 1700 orașul, descris ca ruinat încă exista, fiind pomenit de Dimitrie Cantemir alături de așezarea Ocna, fie de călători ce tranzitau locul. S-a observat faptul că deși locuitorii erau mutați în Ocna, aceștia încă revendicau privilegiul de a folosi terenul Trotușului, nelocuit și decăzut de la stadiul de vatră urbană la cel de moșie. La nivelul anului 1760 li s-a permis să folosească terenul pentru pășunat.
Pe lângă faptul că exploatarea zăcământului a dus la fondarea și dezvoltarea orașului, locuitorii care au dobândit un privilegiu similar cu al altor populații urbane din Moldova au fost minerii maghiari, lucru reflectat și în sigiliu (pecete). Primii șoltuzi numiți birăi după limba maghiară a locului, au purtat nume maghiare. Ulterior s-a ajuns la obiceiul ca șoltuzul să fie ales dintre maghiari într-un an și de către români în celălalt. De asemenea, elementele de organizare a lucrului la ocnă au prezentat influențe din interiorul Arcului Carpatic, unde exploatarea aparținea oficial domnului, precum și alte exploatări subterane. În comparație, în Transilvania minele de sare aparțineau de cămara domnească, iar în Moldova reprezentantul domnului era „cămăraș de ocnă”. În anul 1502 a fost găsită exprimarea „ocna domnului de la Trotuș”.
Asemănarea exista și în planul exploatării propriu-zise, unde atât în Transilvania cât și în Țara Românească se foloseau măglași (care se ocupau cu numărarea sării) și șalgăi sau șavgăi (care tăiau sarea și unde erau incluși și oamenii din satele din jur). Ambele meserii sunt desemnate de termeni de origine maghiară, fiind introduse cel mai probabil de mineri maghiari.
Domnia a căutat exploatarea sistematică a zăcământului, aducând un element etnic străin deprins în meseria mineritului, pe care românii nu o cunoșteau. După Gheorghe Ghibănescu, acest lucru este dovedit și de terminologia folosită, unde „ocnă” provine din slavonul ocu, cu înțelesul de „ochi”, iar în limba maghiară a luat înțelesul de mină de sare (gură de sare), termen ajuns ulterior și în limba română care deținea până atunci doar sensul de „ocniță” (firida sobei). Omul care tăia sarea era numit „șalgău” sau „șangău”, provenit din limba maghiară. Breasla acestor mineri era numită „rufet”, termen de origină turcă, iar „rufetaș” era individul ce constituia breasla. Conducătorul (capul) rufetului era „birăul”, tot din limba maghiară, și avea sensul de „judecător”. Potrivit aceluiași istoric, în teritoriul României moderne, meseria mineritului a fost importată iar în acest caz domnul a adus mineri maghiari, pe care i-a constituit în corporație (breaslă) și le-a conferit avantaje: dreptul de a face casă, întrebuințarea lemnului din pădure, cultivarea pământului, ducerea vitelor la pășune, scutirea de diferite dări precum goștina, desetina, bergnianul și caii de olac și prin crearea unor legi speciale, punându-i sub ascultarea imediată a birăului, posibil chiar de la început, deși documentele despre corporație nu sunt mai vechi de secolul al XVIII-lea.
Lucrătorii opreau o parte din sare pentru ei și o valorificau pe piața internă, iar restul era destinară domniei. O parte era dobândită o dată pe an de la domnie. Drept răsplată pentru munca grea la ocnă, minerii erau exceptați de la majoritatea dărilor din țară, acest fapt reieșind din documente din secolul al XVIII-lea. Pe de altă parte, domnia nu a fost de acord ca sarea să se găsească ca marfă în privilegiile acordate comercianților străini, unde demersul de vânzare era mult mai controlat decât la alte produse, pentru ca domnia să nu piardă din veniturile importante provenite din vânzarea sării. O parte din sarea ajunsă în posesia domniei era dată unor mănăstiri.
Misionarului Paolo Bonnicio din Malta a făcut o descriere a exploatării în 1632: „La două mile depărtare de acest oraș [Trotuș] este o ocnă de sare foarte albă cînd este pisată, dar mai degrabă vînătă decît albă cînd este brută, și acea ocnă produce domnului un venit de 15 000 de scuzi pe an.”
În 27 octombrie 1641, Pietro Deodato Bakšić a făcut următoarea constatare cu privire la Trotuș și exploatarea sării:
| “ | Am vizitat tîrgul Trotuș așezat într-o vale între munții Carpați. Nu este un ținut pe care să-l pot lauda în alte privințe; voi spune doar ca deși e mai mic și mai îndepărtat decît altele, este mai renumit decît alte locuri din cauza unui singur lucru. Natura l-a înzestrat cu materia cea mai necesară, cea mai plăcută pentru neamul omenesc, deoarece în jurul acestui oraș se găsesc ocne de unde se scoate sare în cantitate așa de mare, încît este dusa în tot cuprinsul Moldovei, în Rusia, în Turcia și în alte țari. Se transporta pe Dunăre și apoi de pe Dunăre pe Marea Neagră pînă la Constantinopol. Toată aceasta sare aparține domnului și nimeni nu are vreun amestec la ea. Se taie sub pămînt în bucăți mari și groase, cubice și se scoate afară cu ajutorul unor roți trase de cai. Cei care taie sarea sînt cei osîndiți de domn pentru vreo faptă rea a lor. Eu n-am văzut, dar se spune că atunci cînd sînt osîndiți la ocnă, fiindcă așa se numesc salinele, li se taie mai întîi nasul și urechile și sînt băgați pe viață la ocnă, unde lucrează pînă la moarte. Aceasta pedeapsă e la fel cu osîndirea la galere. Lîngă oraș curge un rîu numit Trotuș de la care își ia numele și tîrgul, de se cheamă Trotuș. în jur nu se găsesc grîne în cantitate mare, deoarece toți oamenii sînt ocupați la ocnă sau saune și sînt obligați sa lucreze acolo pentru domn de nevoie, dacă n-ar vrea de bună voie. Sînt obligați să dea pe rînd, cai cu care să se scoată sarea, și să aducă lemne atunci cînd se întăresc galeriile în salină, ca să nu se surpe pămîntul. Și sînt obligați, sărmanii de ei, sa mai facă și alte lucruri de acest fel, și din cauza aceasta se plîng foarte tare că tot timpul muncesc. Vii nu au, deoarece această așezare se află între munți; fructe sînt puține. Acest oraș e cercetat de lume și de negustori, care vin să cumpere sare. | ” |
|   | |   |

#### Comerțul
Pe lângă exploatarea sării, locuitorii mai practicau și comerțul cu Brașovul cu produse diverse, dovedit de numele unor maghiari menționați în registre fiscale ale orașului transilvănean. Trotușul, alături de Câmpulung, era punct vamal al Moldovei pentru mărfurile care se duceau spre Transilvania, și unde se plătea și vamă. Între anii 1503–1550, volumul de mărfuri din comerțul cu Brașovul a poziționat orașul printre primele din Moldova.
Lăpușneanu a fost direct interesat în sprijinirea comerțului cu Transilvania, el însuși având deprinderi, înființând două iarmaroace la graniță cu scopul unui nou impuls al dezvoltării relațiilor comerciale dintre Moldova și Transilvania. Într-o scrisoare redactată de Anton cămărașul de ocne și adresată „tuturor neguțătorilor din Brașov și din toate părțile ungurești” s-a indicat că „Alexandru voevod a orînduit să fie patru iarmaroace pe an în Trotuș”, primul în 26 septembrie, al doilea în 8 noiembrie, al treilea în 16 ianuarie și al patrulea în a treia duminică după paști. Ulterior, Lăpușneanu a hotărât acordarea Trotușului a dreptului de depozit, ce s-a aplicat asupra comercianților din Brașov care ajungeau la cele 4 bâlciuri anuale din oraș.
În 1632, într-un raport al misionarului franciscan Paolo Bonnicio, care a trăit 9 ani în Moldova, se relatează: „Orașul Trotuș este schela[B] Moldovei pentru țara Secuilor și de aci se trece în țara Secuilor, cu carele într-o zi se trece de la Trotuș la Brețcu, care e locul din țara Secuilor unde se plătește taxa de vamă pentru a intra în Moldova”. Trotuș, alături de Baia, Hotin și Cernăuți aveau târgurile periodice cele mai cunoscute, amplasate la marginea Moldovei și cu puncte vamale, unde ajungeau comercianți din alte țări. Astfel comerțul extern al țării avea loc mai ales prin intermediul iarmaroacelor, iar cele 4 târguri ieșeau în evidență prin vânzarea vitelor. Gratiani a descris un târg de vite astfel: „De aci din Moldova se scoate un număr mare de boi, cu carnea cărora se hrănesc în mare parte nu numai populația din Ungaria și Rusia, ci și polonii, germanii și chiar Italia și, mai ales, cetatea Veneția.”
Comerțul se practica și în restul anului, însă iarmaroacele cu zile fixe probabil că aveau un schimb mai activ, iar anumite mărfuri, precum vitele, existau în cantități mai mari pe piață. În acest sens tot Anton cămărașul a descris în aceeași scrisoare: „La aceste zile [fixate pentru târg la Trotuș, n.r.] să veniți domnia voastră cu marfă la Trotuș și în aceste zile veți găsi boi și vaci și porci și pești și de toate cîte se află în țara noastră...”.

#### Meșteșuguri
De asemenea, în Evul Mediu, populația maghiară se ocupa și cu alte meșteșuguri. În perioada 1590–1591 tăbăcăria a fost menționată a fi realizată de cojocarul Suciu Mihai, care era și șoltuzul Trotușului.
În Condica Liuzilor din 1802 au fost menționate satele Trotuș și Viișoara subordonat ca fiind răzeșești.

### Peceți
Prima pecete a municipalității a făcut referire la exploatarea sării din ocnele din apropiere, unde era reprezentat un braț încovoiat ce ține ciocanul folosit la exploatarea drobilor de sare. Sigiliul se tipărea cu fum. O versiune mai nouă, păstrată în acte până la sfârșitul secolului al XVII-lea, reprezenta un muncitor șalgău de la ocnă ținând în ambele brațe câte un ciocan.